# Deszczno (gmina)
Pour les articles homonymes, voir Deszczno.
Deszczno est une gmina rurale (gmina wiejska) de la powiat de Gorzów, dans la Voïvodie de Lubusz, dans l'ouest de la Pologne.
Son siège administratif (chef-lieu) est le village de Deszczno, qui se situe environ 9 kilomètres au sud-ouest de Gorzów Wielkopolski (siège de la powiat) et 470 kilomètres à l'ouest de Varsovie (capitale de la Pologne).
La gmina couvre une superficie de 168,35 km2 pour une population de 7 493 habitants en 2006.

## Histoire
De 1975 à 1998, la gmina est attachée administrativement à la voïvodie de Gorzów.

Depuis 1999, elle fait partie de la voïvodie de Lubusz.

## Géographie
La gmina de Deszczno inclut les villages et localités de :

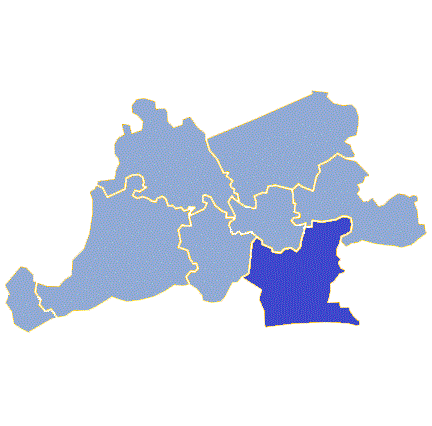
Plan de la gmina

- Białobłocie
- Bolemin
- Borek
- Brzozowiec
- Ciecierzyce
- Deszczno
- Dziersławice
- Dzierżów
- Glinik
- Karnin
- Kiełpin
- Koszęcin
- Krasowiec
- Łagodzin
- Maszewo
- Niwica
- Orzelec
- Osiedle Poznańskie
- Płonica
- Prądocin
- Ulim

### Gminy voisines
La gmina de Deszczno est voisine de :

la ville de :
- Gorzów Wielkopolski

et des gminy suivantes :
- Bledzew
- Bogdaniec
- Krzeszyce
- Lubniewice
- Santok
- Skwierzyna

## Structure du terrain
D'après les données de 2002, la superficie de la commune de Deszczno est de 168,35 km2, répartis comme telle :
- terres agricoles : 50 %
- forêts : 40 %

La commune représente 13,93 % de la superficie du powiat.

## Démographie
Données du 30 juin 2012 :
| Description        | Total  | Total | Femmes | Femmes | Hommes | Hommes |
| ------------------ | ------ | ----- | ------ | ------ | ------ | ------ |
| Unité              | Nombre | %     | Nombre | %      | Nombre | %      |
| Population         | 8 720  | 100   | 4 374  | 50,2   | 4 346  | 49,8   |
| Densité (hab./km²) | 51,8   | 51,8  | 26,0   | 26,0   | 25,8   | 25,8   |